# Sunrise (entreprise)
Pour les articles homonymes, voir Sunrise.
Sunrise GmbH (anciennement Sunrise Communications Group AG, puis Sunrise UPC GmbH) est une entreprise de télécommunications suisse appartenant au groupe Liberty Global. Elle est le deuxième opérateur de téléphonie mobile en Suisse, avec 25,9 % de parts de marché (fin 2016), derrière Swisscom (57,7 %) mais devant Salt (16,3 %). Elle a été détenue jusqu'en 2015 par CVC Capital Partners, qui l'a acquise auprès du danois TDC en octobre 2010. Elle est connue pour son offre en téléphonie fixe, en fourniture d'accès à Internet et depuis sa fusion avec diAx en téléphonie mobile.

## Histoire

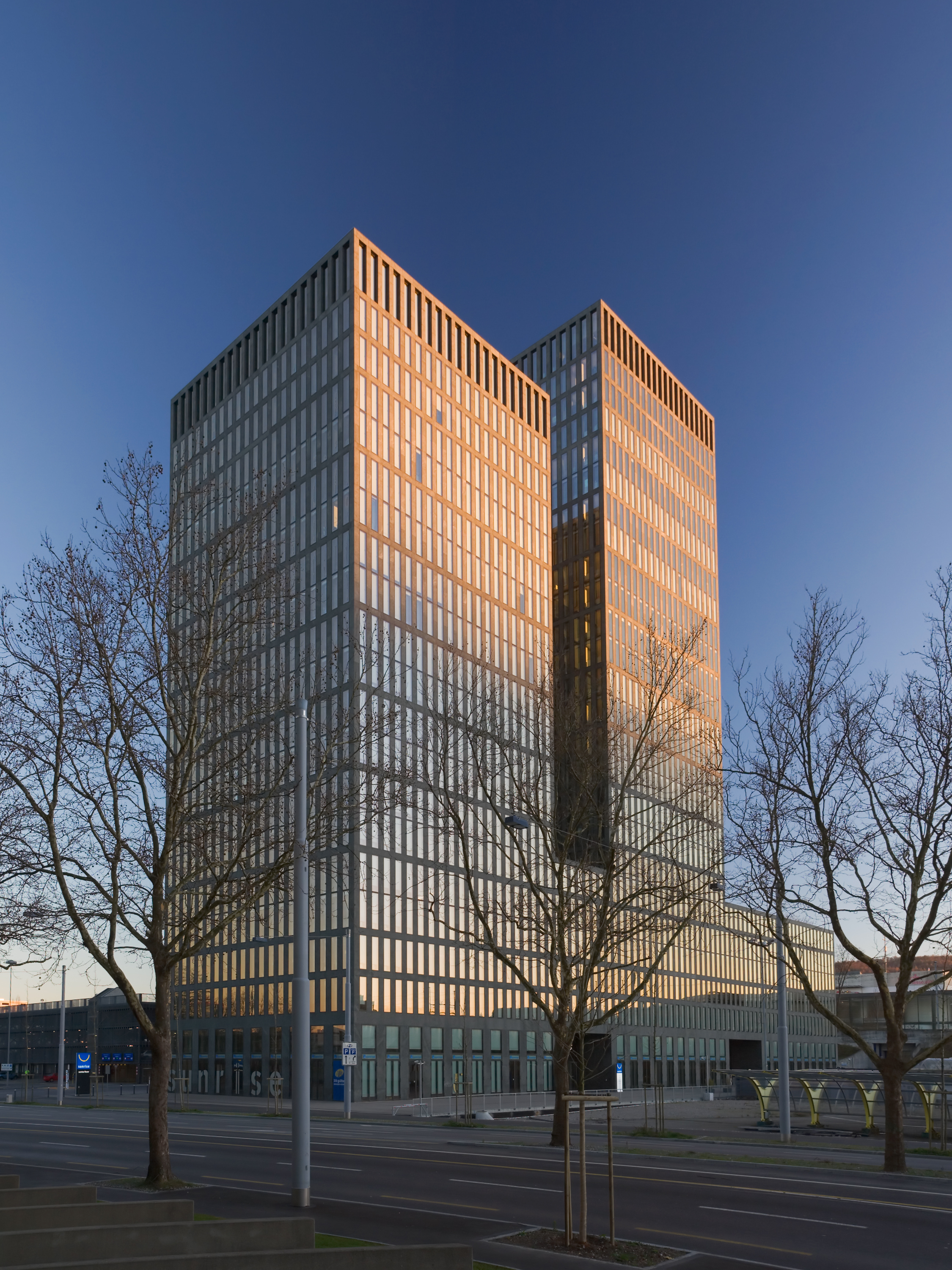
Quartier-général à Zurich

Le 23 janvier 2001, les opérateurs de télécommunication diAx et Sunrise fusionnent sous la marque Sunrise pour former TDC Switzerland. 
Depuis le 4 octobre 2007, la société se nomme Sunrise Communications. En 2008, Sunrise rachète Tele2 Suisse. En 2010, Sunrise est racheté par CVC Capital Partners.
En février 2015 CVC Capital Partners introduit Sunrise en bourse et conserve une grande participation dans le groupe.
En mars 2016, CVC Capital Partners annonce avoir cédé ce qu'il lui reste de sa participation dans Sunrise, soit 23,8 % du capital de la société, à Freenet AG, qui devient alors le plus grand actionnaire du groupe Sunrise.
Le 27 février 2019, Sunrise annonce acheter UPC Suisse pour la somme de 6,3 milliards de francs suisses, mais renonce le 22 octobre 2019 car son actionnariat (mené par Freenet AG) y étant opposé.
En août 2020, Liberty Global, le propriétaire d'UPC Suisse n'ayant pas réussi à vendre sa société fille à Sunrise en 2019 annonce son intention d'acquérir tous les titres de Sunrise, pour 7,4 milliards de dollars. L'actionnaire principal Freenet AG donne son accord à cette acquisition. La reprise de Sunrise par Liberty Global est autorisée par la Commission de la concurrence en octobre 2020, sans imposer des restrictions ou des conditions.
En mai 2022, Liberty Global fusionne UPC Schweiz GmbH et Sunrise Communications AG pour former Sunrise UPC GmbH. « Sunrise » devient la marque principale du groupe, la marque « UPC » est appelée à disparaître progressivement.

## Activité
À présent, plus de 3 millions de clients privés et d'affaires utilisent ses prestations de service dans les domaines de la téléphonie mobile, du réseau fixe et d'Internet. Son réseau hybride basé sur la technologie GSM, EDGE, UMTS, HSPA+ et 4G/LTE fournit à plus de 99 % de la population des services de téléphonie mobile et permet un taux de transmission pouvant atteindre 100 Mbit/s. Un réseau en fibre optique haute performance de plus de 7 500 kilomètres permet à Sunrise d'offrir une gamme de services vocaux et de données.
Sunrise dispose également de marques alternatives, telles que Yallo, Lebara et Swype.
Le siège juridique de Sunrise se situe à Zurich. Sunrise est également implantée à Berne, Bussigny (Vaud), Bienne, Manno (Tessin) et à Genève. En 2019, Sunrise emploie 1 978 employés en équivalent plein temps, dont 137 apprentis en Suisse.

## Réseau mobile
Sunrise a été le seul fournisseur de services mobiles à recevoir la meilleure note de "exceptionnel" quatre fois de suite dans le test de référence de qualité internationalement reconnu de Connect. En 2019, Sunrise a une couverture réseau 5G de 80% et de 96% pour le 4G.

## Identité visuelle (logo)

Logo de Sunrise de 2001 à 2007.
Logo de Sunrise de 2007 à 2017.
Logo de Sunrise de 2017 à 2022.
Logo de Sunrise depuis 2022.